# Riverdale (Archie Comics)
Este artículo trata acerca del poblado ficticio. Para la serie de televisión que lleva el nombre de este pueblo, véase Riverdale (serie de televisión).
Riverdale es un pueblo ficticio que sirve de marco para la mayoría de los varios personajes de Archie Comics. A lo largo de los años se han dado diferentes interpretaciones sobre cuál podría ser su ubicación geográfica. Riverdale (en la serie televisiva homónima) se encuentra cerca de Greendale.

## Visión general
Riverdale es el escenario de las historias del universo de Archie Comics. Por lo general, se representa como un pueblo de tamaño mediano (posiblemente un suburbio de una ciudad más grande), con todas las infraestructuras habituales en este tipo de poblaciones: centros comerciales, restaurantes y parques. En las primeras historias del cómic Archie en la década 1940, se identificó con Riverdale, en Nueva York, un verdadero vecindario en el Bronx. En el cómic Jackpot Comics #5 (tercer trimestre de 1942), una historia escrita por Bob Montana, tiene a la pandilla en un viaje por el río. Uno de sus paneles dice "... el buen barco 'Peter Stuyvesant' se instala en el Hudson, mientras Riverdale High viajan a bordo para un feliz viaje a Bear Mountain".
Más tarde, la geografía se volvió más vaga, pues el clima y la apariencia varían de una historia a otra. Riverdale ha tenido alternativamente playas, lagos, ríos, desiertos, tierras de cultivo, bosques, montañas, llanuras, un sistema de tránsito (como se señala en la película Josie and the Pussycats) y cuatro estaciones distintivas con cambios en el clima.
John L. Goldwater, el editor de Archie Comics, y Bob Montana, el artista inicial del cómic Archie, difirieron en la inspiración de Riverdale, y Goldwater dijo que se basaba en su ciudad natal de Hiawatha (Kansas), mientras que Montana afirmó que la escuela secundaria del pueblo se basaba en la de Haverhill (Massachusetts), donde, como en los cómics, se encuentra una réplica de la famosa estatua El pensador de Auguste Rodin.
En un número del cómic Archie and Jughead Digest, cuando uno de los lectores preguntó en una carta: "¿dónde está ubicado Riverdale?", el editor respondió: "Riverdale es más un estado de ánimo que un lugar físico real. Podría ser en cualquier lugar donde viva y se divierta la gente amable, como Archie y sus amigos. Podría estar en el Medio Oeste, a lo largo de la Costa Este, o incluso en una ciudad en Canadá, México o Inglaterra".

## Riverdale High School
Ésta es la institución educativa local de Riverdale donde Archie Andrews y sus amigos (Betty Cooper, Veronica Lodge, Cheryl  Blossom, Kevin Keller, Jughead Jones, Toni Topaz, Reggie Mantle. Josie McCoy, Valerie Brown, Melody Valentine, Ethel Muggs, Chuck Clayton, Moose Mason) asisten al undécimo grado. Sus colores escolares son azul y oro, y su periódico escolar es nombrado "Blue and Gold" (lit. "Azul y Oro").
Sólo algunos de los empleados de Riverdale High aparecen regularmente en los cómics, como el director de la escuela, el Sr. Weatherbee; la maestra del salón de clase, la Sra. Grundy; el maestro de química, el Sr. Flutesnoot; la maestra de historia, la Sra. Haggly; los maestros de educación física, el entrenador Kleats y el entrenador Clayton; la cocinera de la cafetería, la Sra. Beazley; el conserje, el Sr. Svenson; la secretaria, la Srta. Phlips; y el superintendente de escuelas, el Sr. Hassle.
En la miniserie de cinco números Faculty Funyies (portada de junio de 1989 a mayo de 1990), del escritor George Gladir y del dibujante Stan Goldberg, los miembros de la facultad, el Sr. Weatherbee, Flutesnoot, la Sra. Grundy y el entrenador Clayton, se convierten en secreto en el equipo de superhéroes "Awesome Foursome", después de un accidente de laboratorio que involucra al proyecto científico de Archie. Pierden sus poderes después de apagar un fuego químico.
La serie Archie at Riverdale High publicó 113 números (de agosto de 1972 a febrero de 1987), que fue seguida por Riverdale High, que duró seis números (entre agosto y junio de 1990). Luego de una breve pausa, fue retitulada Archie's Riverdale High y posteriormente cancelada con el número 8 (agosto-octubre de 1991).

## Lugares notables
Otros lugares en Riverdale, además de la escuela secundaria, son los siguientes:
- Chocklit Shoppe: propiedad de Pop Tate, es la tienda de refrescos frecuentada por el elenco de adolescentes.
- El Parque Pickens, el parque comunitario llamado así por el héroe ficticio de la Guerra de Secesión, el general Pickens.
- La Mansión Lodge, la casa enorme y lujosa de la acaudalada Veronica Lodge y sus padres.
- Los hogares de otros miembros de la pandilla, incluida la residencia Andrews, la residencia Jones y la residencia Cooper.
- El laboratorio de ciencias de Dilton Doiley, una instalación en la casa de Dilton, donde éste inventa y realiza experimentos.
- El estudio de Chuck Clayton, donde Chuck dibuja sus caricaturas en casa.
- La playa, donde Archie y la pandilla pasan gran parte de su tiempo en el verano.
- Riverdale Mall, una fuente de compras y entretenimiento, especialmente para las chicas.
- La Mansión Blossom, la casa más enorme y lujosa, donde viven la acaudalada Cheryl Blossom y su familia.

## Pueblos cercanos
Algunas poblaciones cercanas son Greendale y Midvale. En Greendale vivía Sabrina Spellman, quien durante un tiempo vivió en Riverdale, aunque finalmente se mudó. Los personajes que aparecen en el cómic Josie and the Pussycats provienen de Midvale.
El principal rival escolar y atlético de Riverdale High School es Central High School, ubicado en otra comunidad cercana. En Central High parece que no hay más que individuos ruines. Los tipos son generalmente brutos, tranmposos y gamberros, y las chicas son normalmente vampiresas chismosas y lascivas. En la mayoría de sus encuentros, los estudiantes de Central High School rara vez compiten sin utilizar una conducta antideportiva, si es que no hacen trampa abiertamente. Los entrenadores y profesores a menudo no sólo son conscientes de esta estafa, sino que la alientan. En la mayoría de los casos, los colores del equipo de Central High School son rojo brillante y blanco plateado.
Pembrooke Academy es una escuela privada a la que asisten los hermanos Cheryl y Jason Blossom y sus amigos esnobs Bunny y Cedric. Miran con aires de superioridad a los estudiantes de Riverdale, considerándolos como "pueblerinos" y, a excepción de los gemelos Blossom, no se asociarán voluntariamente con ellos. Otras escuelas que se han presentado como escuelas rivales de Riverdale son Hadley High y Southside High. En un cómic, una carta enviada a Riverdale tiene "U." en donde debería figurar el estado, y un código postal de 10543 (que en la vida real corresponde a Mamaroneck, en Nueva York, el lugar donde vive Michael Silberkleit, un editor de Archie Comics).